# ZENT sweeties
ZENT sweeties（ゼントスィーティーズ）は、プラチナムプロダクション・ハイタイド・トータルベネフィット・フェイスネットワークの4社共同で企画・運営されていた芸能人女子フットサルチームである。

## 略歴
- 2006年 レースクイーンフットサルチーム「High Legs」を母体に「Team Good」として創設
- 2006年7月 第1回グッドウィルカップに参加
- 2006年8月 「すかいらーくグループリーグ in お台場冒険王“真夏の女王”決定戦」（グループE）に出場
- 2006年11月 「SPHERE LEAGUE すかいらーくグループシリーズFinalステージ」スペシャルマッチに出場
- 2007年6月 「Team sunny-side up」に改名
- 2007年7月 「SPHERE LEAGUE すかいらーくグループCUP in ザ・冒険王2007」（グループA）に出場
- 2007年8月 同（グループD）に出場
- 2007年8月 同 決勝トーナメントに出場
- 2008年4月 「ZENT sweeties」に改名
- 2009年3月 「2009メルシートゥフェスタ in MARCH」で公式戦悲願の初優勝
- 2010年4月3日 「フットサル・ガールズ -Angel League 4th-」をもって解散。チーム解散の理由については公式サイトやメンバーのブログでは一切明かされていないが、運営会社の一つだったフェイスネットワークが前年の12月末で会社解散したことも一因とみられている。

## メンバー
※2010年4月3日のチーム解散時点
- 監督　　 周防彰悟
- コーチ　 中島孝（バルドラール浦安選手）
- 背番号1　依知川りん（GK）
- 背番号2　星河ユカリ
- 背番号3　山本里奈
- 背番号4　小野さゆり
- 背番号5　堀ちか
- 背番号6　石渡奈緒美
- 背番号7　則島奈々美（キャプテン）
- 背番号8　森辺彩
- 背番号10　新田梢恵

### 退団（選手）
- 工藤こずえ
- 丸山純（現・小野りか）
- Saly（現・川村りか）
- 筑間はこべ
- 南香織
- 榎並沙知（現・川村えな）
- 福田淳子
- 高木響子（現・三木響子）
- 吉川はるな（現・吉川春菜、南葛シューターズへ移籍）
- 山咲れおな[1]
- エリナ
- 渋谷千賀
- 片瀬まひろ
- 丹野友美
- 平井沙知
- 中野小百合（現・中野吏深）
- 小林ゆう

3月30日生まれ、東京都出身。声優の小林ゆうと同姓同名だが、全くの別人。
身長165cm、体重44kg。B77・W58・H85。血液型はO型。
ブログによると2008年4月22日に結婚したことを表明。
- 鈴木礼央奈
- 藍川美聖
- 上原やよい（ - 2009年3月31日）
- 岡本果奈美
- 朝倉ゆりな
- 葵ゆりか（ - 2010年2月7日）

### 退団（首脳陣）
- 脇阪寿一（名誉監督）
- 山口敏弘（コーチ）
- 三田祐司（同上）

## 戦績
- 2006年7月6日 「スフィアリーグ　第1回グッドウィルカップ」：グループB予選敗退

対chakuchaku J.b戦：0-1
対Gatas Brilhantes H.P.戦：1-2
- 2006年8月29日 「すかいらーくグループリーグ in お台場冒険王“真夏の女王”決定戦」：グループE4位

対サンバガールズ戦：4-0
対南葛YJシューターズ戦：0-0
対Gatas Brilhantes H.P.戦：0-0
対FANTASISTA戦：0-1
- 2006年11月30日　「SPHERE LEAGUE すかいらーくグループシリーズFinalステージ」：スペシャルマッチに出場

対ASAI RED ROSE戦：1-1
- 2007年7月16日 「SPHERE LEAGUE すかいらーくグループCUP　in ザ・冒険王2007」：グループA予選敗退

第1戦：対ASAI RED ROSE：0-3
第2戦：対表参道BEAUTY：1-1
第3戦：対chakuchaku J.b：1-1
第4戦：対YOTSUYA CLOVERS：2-0
勝点5、予選グループA組3位 決勝トーナメント進出ならず
- 2007年8月15日 「SPHERE LEAGUE すかいらーくグループCUP　in ザ・冒険王2007」：グループD予選突破

第1戦：対TEAM SPAZIO：2-0
第2戦：対FANTASISTA：0-0
第3戦：対chakuchaku J.b：0-0
第4戦：対carezza：0-2
勝点5、予選グループD組4位 決勝トーナメント進出（既に決勝進出を決めていたチームを除いた中で2位だった為）
- 2007年8月26日 「SPHERE LEAGUE すかいらーくグループCUP　in ザ・冒険王2007」：決勝トーナメント 1回戦敗退

1回戦：対ASAI RED ROSE：1-2
- 2007年11月25日　Fリーグ・バルドラール浦安のホームゲームのエキシビジョンマッチ

対carezza戦：1-1
- 2007年12月16日「メルシートゥフェスタ2007X’mas PARTY2」：ベスト4

Cブロック予選突破
第1戦：対carezza：1-0
第2戦：対Lis rouges（一般参加）：1-0
第3戦：対YOTSUYA CLOVERS：1-0
決勝トーナメント1回戦：対南葛シューターズ：1-2
- 2008年6月15日「メルシートゥフェスタ2008 2ndStage」：予選敗退

Dブロック
第1戦：対FANTASISTA：0-1
第2戦：対XANADU loves NHC：0-1
- 2008年8月1日「冒険王リーグFINAL」：グループA予選敗退

第1戦：対ASAI RED ROSE：0-2
第2戦：対Envy：3-0
第3戦：対Team Blue Mountain：2-1
第4戦：対ミスマガジン：1-2
- 2008年8月19日「冒険王リーグFINAL」：グループF予選敗退

第1戦：対Team Blue Mountain：6-5
第2戦：対南葛シューターズ：0-2
第3戦：対FANTASISTA：0-1
第4戦：対YOTSUYA CLOVERS：1-2
- 2008年9月7日「メルシートゥフェスタ2008 3rdStage」：4位

Dブロック
第1戦：対南葛シューターズ：2-0
第2戦：対FANTASISTA：0-0
決勝トーナメント1回戦：対carezza：0-0（PK2-3）
3位決定戦：対ASAI RED ROSE：1-2
- 2008年12月7日「メルシートゥフェスタ2008 3rdStage」：4位

Aブロック
第1戦：対FANTASISTA：0-0
第2戦：対蹴竹G：1-0
決勝トーナメント1回戦：対XANADU loves NHC：0-1
3位決定戦：対carezza：0-3
- 2009年3月15日「2009メルシートゥフェスタ in MARCH」：優勝

Aブロック
第1戦：対南葛シューターズ：0-0
第2戦：対Team Blue Mountain：5-0
決勝トーナメント1回戦：対ASAI RED ROSE：1-0
決勝：対XANADU loves NHC：0-0（PK2-1）
- 2009年5月17日「2009メルシートゥフェスタ in MAY」：2回戦敗退

1回戦：対chakuchaku J.b：2-1
2回戦：対XANADU loves NHC：1-6